# Aleatorikus zene
Az aleatorikus zene vagy magyarosan kísérleti zene a 20. század közepének egyik klasszikus zenei irányzata, fő jellemzője a véletlen és a rögtönzés nagyfokú alkalmazása.

## Története és jellemzői
Az aleatorikus zene fogalma az 1950-es években jelent meg, neve Pierre Bouleztől származik, és a latin alea (kocka) alapján a kockajáték véletlenszerűségére utal. Az aleatorikus zeneműben egy vagy több paraméter (ritmus, tempó, hangmagasság) megoldását a szerző nyitva hagyja az előadó számára, esetenként a zenemű kisebb-nagyobb szakaszainak (tételeinek, struktúráinak) sorrendje is szabadon választható meg. Az irányzat első szakaszát „ellenőrzött aleatoriának” nevezik, hogy megkülönböztessék a még több szabadságot hagyó úgynevezett „chance music”-tól. Az ellenőrzött aleatória képviselője volt: Pierre Boulez (1925–2016), Karlheinz Stockhausen (1928–2007), Witold Lutosławski (1913–1994), Niccolo Castiglioni (1932–1996).
Angolul „chance music”-nak, magyarul „véletlen zenének” nevezik a stílus másik fejlődési ágát. A véletlen zene John Cage (1912–1992) nevéhez köthető, aki az 1940-es években alakította ki a véletlennek igen nagy szerepet szánó stílusát (Imaginary Landscape). Később ősi kínai jóslatrendszerrel (pénzfeldobás) igyekezett biztosítani a véletlen szerepét művei előadásánál. Készített preparált zongorát a húrok közé reteszeket, csavarokat, gumi- és fadarabokat helyezve a szokatlan hangzásvilág elérésére. Legtovább 4'33" című művében ment, ahol egy zongorista 4 perc 33 másodpercen keresztül csak ül a zongora előtt, nem játszik. Ebben az alkotásban a zenét a csend, illetve az utcáról/hangversenyteremből beszűrődő zaj alkotja.
Egyes nézetek szerint a 20. század elején Arnold Schönberg a zenei disszonanciát emancipálta, a század közepén Cage magát a zajt.

## Egyéb hivatkozások
- http://www.crescit.hu/dokumentumok/gimi/enekzene/20_szazad.pdf

## Kapcsolódó szócikk
- Zenetörténet